# Asplenium shuttleworthianum
Asplenium shuttleworthianum är en svartbräkenväxtart som beskrevs av Kze. Asplenium shuttleworthianum ingår i släktet Asplenium och familjen Aspleniaceae. Inga underarter finns listade.